# Le Chemin du divorce
Pour plus de détails, voir Fiche technique et Distribution.
Le Chemin du divorce (titre original : The Road to Reno) est un film américain réalisé par Richard Wallace, sorti en 1931.

## Synopsis
Jackie Millet, deux fois divorcée, tente une nouvelle fois sa chance avec une nouvelle femme.

## Fiche technique
- Titre original : The Road to Reno
- Titre français : Le Chemin du divorce
- Réalisation : Richard Wallace
- Scénario : Josephine Lovett, Brian Marlow, d'après une histoire de Virginia Kellogg
- Directeur de la Photographie : Karl Struss
- Production : Louis D. Lighton (en), Richard Wallace
- Société de production : Paramount Pictures
- Société de distribution : MCA/Universal Pictures
- Pays de production :  États-Unis
- Langue originale : anglais
- Format : noir et blanc — 35 mm — 1,20:1 — son Mono
- Genre : drame
- Durée : 74 minutes
- Dates de sortie : 
  - États-Unis : 26 septembre 1931
  - France : 7 décembre 1931

## Distribution
- Lilyan Tashman : Mrs. Jackie Millet
- Charles 'Buddy' Rogers : Tom Wood
- Peggy Shannon : Lee Millet
- William Boyd : Jerry Kenton
- Irving Pichel : Robert Millet
- Wynne Gibson : Mme It-Ritch
- Richard 'Skeets' Gallagher : Hoppie
- Tom Douglas : Jeff Millett
- Judith Wood : Elsie Kenton
- Leni Stengel : Mme Stafford Howes
- Émile Chautard : André
- Larry Steers : l'avocat au divorce
- Davison Clark : Juge J. V. Mack